# 멀 해거드
멀 해거드(Merle Haggard, 1937년 4월 6일 ~ 2016년 4월 6일)는 미국의 컨트리 가수이다.
해거드는 1934년 캘리포니아로 이주한 오키의 3형제 중 막내로, 베이커스필드 외곽 컨테이너 집에서 태어났다. 1945년 아버지가 뇌출혈로 숨진 뒤 어머니가 가족을 부양했고, 어린 해거드는 절도와 폭력 등으로 청소년 교화시설을 들락거렸다. 형이 쓰던 기타를 독학해 연주하고 노래하는 게 유일한 낙이었지만, 그 취미를 직업으로 택한 건 강도 혐의로 감옥살이까지 한 뒤인 1960년이었다. 1958년 교도소에서 당대 최고의 컨트리 가수 쟈니 캐시의 공연을 보고 깊은 감명을 받은 해거드는 출소 후 본격적으로 가수의 꿈을 키웠다. 그가 스타가 된 이후에도 열심히 교도소 순회공연을 다니며 범죄자들의 마음을 위로한 이유다.
그런 그의 이력 탓에 1969년 〈Okie from Muskogee〉가 발표되자 진의를 두고 말이 많았다고 한다. 그는 2001년 인터뷰에서 "당시 못 배운 미국인들의 진솔한 마음을 표현한 것"이라 했고, "나보다 그 전쟁에 대해 모르는 시위대들의 주장에 화가 나기도 했다"고도 했다. 하지만 그는 클린턴과 오바마를 위해 노래한 민주당 지지자였고, 40대 때부터 거의 말년까지 마리화나를 즐겼다.
1999년 그래미 어워드 명예의 전당 헌액, 2006년 그래미 어워드 평생 공로상, 2010년 케네디센터 평생공로상 등 화려한 업적을 남긴 그는 2008년 폐암 수술을 받으며 투병 생활에 들어갔다. 해거드는 투병 중에도 미국 전역 순회공연을 추진하고, 가수 윌리 넬슨과 함께 공동 앨범을 발매하는 등 강한 열정을 불태웠다. 하지만 병세가 다시 악화되면서 활동을 줄였다. 해거드는 지병인 폐렴으로 캘리포니아주 팔로케드로의 자택에서 79세를 일기로 타계했다.